# V

Litera Vv scrisă cu fontul „School Script Dashed”.

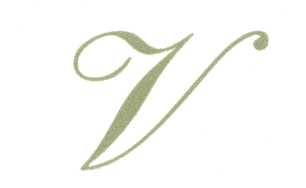
Majuscula V

Minuscula v

V ' este a douăzeci și doua literă din alfabetul latin și a douăzeci și șaptea din alfabetul limbii române. În limba română notează o consoană fricativă labiodentală sonoră, cu simbolul fonetic [v].

## Utilizare
- În fizică, V este simbolul pentru volt, unitatea de măsură a tensiunii electrice.
- În fizică, v este folosit adesea pentru a simboliza viteza.
- În fizică, {\displaystyle {\overrightarrow {v}}} este simbolul pentru vector.
- În chimie, V este simbolul elementului chimic vanadiu.
- În matematică, în sistemul cifrelor romane, V reprezintă numărul 5.

## Alte reprezentări
| Alfabetul fonetic NATO | Codul Morse |
| Victor                 | ···–        |

|                                                 |                     | ⠧       |
| Sistemul de semnalizare maritimă internațională | Alfabetul semaforic | Braille |